# Edgar Perramón Quilodrán
Armando Edgar Perramón Quilodrán (Nueva Imperial, Chile, 9 de julio de 1930 - Caracas, Venezuela, 10 de junio de 2012) fue un periodista y profesor chileno, Premio Nacional de Periodismo en 1971.

## Biografía
Hijo de Armado Perramón, médico veterinario y de María Lorenza Quilodrán.
Curso sus estudios en la Escuela N.º 1 y en el Liceo de Hombres de Nueva Imperial. Egresa de la Escuela Normal de Chillán en 1949. En esta ciudad fue profesor normalista, ocupando diversos cargos en centros educacionales.
Trabajó en el Diario La Discusión de Chillán, Radio Magallanes y Diario Clarín de Santiago. En 1971 recibió el Premio Nacional de Periodismo.
Detenido brevemente tras el golpe de Estado de 1973, se exilió en Alemania, para radicarse definitivamente en Venezuela en 1976. En este país continuó su trabajo en la Universidad Central de Caracas. Contrajo matrimonio con Naida Jiménez.
Edgar Perramón falleció en Caracas el 10 de junio de 2012.